# 천생산성
천생산성(天生山城)은 대한민국 경상북도 구미시 장천면에 있는 조선시대의 산성이다. 1974년 12월 10일 경상북도의 기념물 제12호로 지정되었다.

## 개요
낙동강 본류를 가로 지른 구미대교에서 정동쪽 4km 지점의 천생산상(天生山上)으로서 선산군 장천면 신장리에 내성(內城), 외성(外城)의 대부분이 걸쳐 있고 성의 북쪽과 남쪽, 서쪽 일부분이 구미시 금전동, 황상동, 신동에 걸쳐 있다. 낙동강을 끼고 절험한 산중에 축조되어 병란 때 인근의 주민을 대피시켜 항쟁하였던 군사요충지로서, 서남향 15km 지점에 유존하는 금오산의 금오산성(金烏山城)과, 동남향 13km 지점에 유존하는 가산의 가산산성(架山山城)과 더불어 영남 일원의 매우 중요한 산성지로서 역할을 수행하였다. 산성은 비슷한 형태인 두 개의 산봉우리를 이용하여 내성과 외성으로 나뉘어 있으며 서쪽으로는 자연절벽을 이용한 무성(無城)절벽으로 처리하였고, 북·동·남쪽으로 정상주위를 따라 테뫼식으로 축조되었다.
성안에는 장대(將臺)·군기고(軍器庫)를 비롯하여 만지암(萬持庵) 등의 건물이 있었으나 모두 없어지고 지금은 성벽·동문·당간지주 등만 남아 있다. 조선 시대에는 별장(別將)이 배치되어 적의 침입에 대비하였던 유서 깊은 산성이다.

## 같이 보기
- 천생산

## 참고 자료
- 천생산성 - 국가유산청 국가유산포털

1. ↑  한국민족문화대백과사전